# Jean Pèlerin
Jean Pèlerin, of Le Viator (circa 1445  - gestorven vóór 1524), was secretaris aan het hof van Lodewijk XI, waar hij verantwoordelijk was voor diplomatieke missies. Nadat zijn dienst aan het hof was afgelopen, trok hij zich terug te Saint-Dié en Toul waar hij kanunnik werd van de Kathedraal. 
Pèlerin staat bekend als de auteur van De Artificiali Perspectiva (1505, Toulouse), over de toepassing van perspectief in de tekenkunst.